# Barvinivka, Novomîkolaiivka
Barvinivka (în ucraineană Барвінівка) este localitatea de reședință a comunei Barvinivka din raionul Novomîkolaiivka, regiunea Zaporijjea, Ucraina.

## Demografie
Componența lingvistică a localității Barvinivka
     Ucraineană (95,31%)
     Rusă (3,06%)
     Română (1,22%)
     Alte limbi (0,2%)
Conform recensământului din 2001, majoritatea populației localității Barvinivka era vorbitoare de ucraineană (95,31%), existând în minoritate și vorbitori de rusă (3,06%) și română (1,22%).